# Éphémère (auteur-illustrateur)
Pour les articles homonymes, voir Éphémère.
Éphémère (ou François Larzem), né le 4 novembre 1958, est un auteur-illustrateur de livres pour la jeunesse.

## Biographie
Né sur une île, non loin du Serengeti, au fin fond de la Sibérie Orientale, ou encore aux portes du Mont Saint-Michel, suivant ses diverses biographies, Éphémère est auteur-illustrateur de livres pour la jeunesse.
Il a notamment écrit et illustré Téo Croklune, Le sculpteur de nuages et Pluie d’été aux Éditions Magnard Jeunesse.
Son roman Mon copain dragon, publié aux Éditions Rageot en 2010, a obtenu plusieurs prix : le Prix Benjamin 2011, le Prix Croqu’livres 2011 et le Prix Jeunesse Saint-Maur en Poche 2011.
En 2013, il écrit La griffe et le sang, roman Young Adult paru aux éditions Le Pré aux Clercs, sous le nom de François Larzem (pseudonyme dévoilé en 4e de couverture).
Il est membre de la Charte des auteurs et des illustrateurs jeunesse.

## Œuvres
Éditions Le Pré aux Clercs
- La griffe et le sang, 2013,  (ISBN 978-2-84228-508-1).

Éditions Rageot
- Mon copain dragon, 2010,  (ISBN 978-2-700-23731-3), Prix Benjamin 2011, Prix Croqu’livres 2011, Prix St Maur en Poche 2011.

Éditions Magnard Jeunesse
- Le Maître des Éléphants, auteur : René Guillot, 1995,  (ISBN 978-2-210-97700-6).
- Téo Croklune, 1996,  (ISBN 978-2-210-97904-8).
- Le Père Noël des sables, 1997,  (ISBN 978-2-210-97910-9).
- Le Sculpteur de nuages, 1999,  (ISBN 978-2-210-97928-4).
- Les Yeux du tigre, 2000,  (ISBN 978-2-210-98022-8)), Prix Benjamin 2002, Prix du roman jeunesse de Thorigny 2002.
- Pluie d’été, 2001,  (ISBN 978-2-210-97948-2), Prix du salon du Perreux/Champigny 2002, Prix spécial du salon de Saint-Germain-lès-Arpajon 2003.
- La vengeance de Baoulé, 2002,  (ISBN 978-2-210-98107-2).
- Sckrounch !, 2002,  (ISBN 978-2-210-97963-5), Prix du salon de St Germain-lès-Arpajon 2004.
- La Citadelle des Vitreux, 2005, auteur : François Larzem,  (ISBN 978-2-210-96916-2).

Éditions Lo Païs
- Le Peintre des dunes, 2001,  (ISBN 978-2-910-99850-9), Prix "A vos livres !" 2002, Prix du salon de St Germain-lès-Arpajon 2002.

Éditions Gründ
- L’Arbre du désert, 2008, auteur : Jean-Luc Bizien,  (ISBN 978-2-700-02235-3).
- Angkor, la cité perdue, 2009, auteur : Jean-Luc Bizien,  (ISBN 978-2-700-02417-3).
- Le Mont Saint-Michel, l'archange et le dragon, 2010, auteur : Jean-Luc Bizien  (ISBN 978-2-700-02778-5).

### Sources
- Site officiel
- Site de La Charte des auteurs et des illustrateurs jeunesse
- Site de la Maison des Écrivains et de la Littérature